# Dinesh D’Souza
Dinesh D’Souza (ur. 25 marca 1961 w Mumbaju w Indiach) – amerykański, konserwatywny pisarz polityczny hinduskiego pochodzenia. W latach 1987–1988 doradca prezydenta Ronalda Reagana.
Autor Illiberal Education. Książka przez 15 tygodni zajmowała pierwsze miejsce na liście bestsellerów New York Timesa.

## Życiorys

### Młodość
Urodził się w Bombaju w Indiach. Jego rodzice pochodzili ze stanu Goa. Do Stanów przybył w 1978 w ramach programu Rotary International. Studiował w Dartmouth College, gdzie przyjęto go do elitarnego stowarzyszenia Phi Beta Kappa.
Z początku planował zrobić licencjat z ekonomii, a potem magisterium i ewentualnie doktorat z zarządzania, w Wielkiej Brytanii bądź USA. Miał jednak zapędy pisarskie, więc zgłosił się do redakcji uniwersyteckiej gazety Dartmouth. Już pod koniec pierwszego roku wśród redaktorów doszło do rozłamu, ponieważ redaktor naczelny publicznie popierał kandydaturę Reagana na stanowisko prezydenta Stanów Zjednoczonych, pozostali redaktorzy głosowali zaś na kandydata Demokratów, Jimmy’ego Cartera. Wzajemna niechęć była tak silna, że redakcyjni konserwatyści odeszli z redakcji i założyli własny, alternatywny periodyk o nazwie The Dartmouth Review i miesięcznik przy periodyku o nazwie Prospect. Redaktorem naczelnym został poprzedni lider, Gregory Fossedal.
Czasopisma te przez cały czas swego istnienia wzbudzały wiele kontrowersji, przede wszystkim ze strony władz uczelni, niezmiennie krytykowanych za stronnicze nastawienie do mniejszości afroamerykańskich, homoseksualnych etc. Prorektor ds. publicznych stwierdził, iż pisma te są "szkodliwe i nieodpowiedzialne" dla społeczności studenckiej, co tylko przysporzyło popularności redaktorom Review.
W 1981 roku D’Souza w Prospekcie opublikował nazwiska członków Stowarzyszenia Studentów Homoseksualnych, w tym nazwiska tych, którzy dopiero mieli zamiar się tam zapisać.

### Wczesna kariera
Po ukończeniu studiów D’Souza przeniósł się do Waszyngtonu, gdzie pracował od 1985 do 1987 jako redaktor Policy Review, wpływowego konserwatywnego dziennika.
W 1987 D’Souza opuścił czasopismo, aby służyć jako doradca polityczny w Białym Domu. Funkcję tę utrzymał aż do 1988. W 1989 podjął pracę w American Enterprise Institute, skąd ostatecznie przeniósł się do Hoover Institution.
W 2017 roku D’Souza wyreżyserował film Hillary’s America: The Secret History of the Democratic Party. Film otrzymał bardzo złe recenzje; na serwisie Rotten Tomatoes dostał wynik 4% ze 1,7/10. Ponadto dostał Złotą Malinę w kategoriach Najgorszy film, Najgorszy reżyser, Najgorsza aktorka i Najgorszy aktor.

## Życie prywatne
W 1992 D’Souza poślubił Dixie Brubaker, z którą ma jedną córkę. Razem mieszkają w Fairbanks Ranch w Kalifornii. Zanim się ożenił, D’Souza utrzymywał bliskie kontakty z dwiema znanymi konserwatywnymi kobietami – Laurą Ingraham, dziennikarką radiową stacji, w której był zatrudniony oraz z najlepiej sprzedającą się konserwatywną autorką – Ann Coulter.
Podczas swojej kariery D’Souza otrzymał od swych krytyków pseudonim "Distort D'Newza" (przekręcacz wieści). D’Souza twierdzi, iż pseudonim go śmieszy.

## Poglądy polityczne
Dinesh D’Souza jest konserwatywnym liberałem i zadeklarowanym republikaninem. Krytykuje takie zjawiska jak liberalizm społeczny, homoseksualizm i feminizm.
Pojawił się kilka razy w CNN, w tym w Glenn Beck Program. Poza tym bywa gościem ABC's Nightline, CBS's Face the Nation, Fox News Channel, Hannity & Colmes, MSNBC's Hardball u Chrisa Matthewsa, Comedy Central w The Colbert Report i CNBC u Dennisa Millera.

## Publikacje

### Książki
- 1984: Falwell, Before the Millennium: A Critical Biography, Regnery Publishing (ISBN 0-89526-607-5)
- 1986: The Catholic Classics (ISBN 0-87973-545-7)
- 1987: My Dear Alex: Letters From The KGB (with Gregory Fossedal), Regnery Publishing (ISBN 0-89526-576-1)
- 1991: Illiberal Education (ISBN 0-684-86384-7)
- 1995: The End of Racism (ISBN 0-684-82524-4)
- 1997: Ronald Reagan: How An Ordinary Man Became an Extraordinary Leader (ISBN 0-684-84823-6)
- 2000: The Virtue of Prosperity (ISBN 0-684-86815-6)
- 2002: What's So Great About America, Regnery Publishing (ISBN 0-89526-153-7)
- 2002: Letters to a Young Conservative (ISBN 0-465-01734-7), (pol. "Listy do młodego konserwatysty" 2006 ISBN 83-7298-890-0)
- 2007: The Enemy At Home: The Cultural Left and Its Responsibility for 9/11 (ISBN 0-385-51012-8)
- 2007: What's So Great About Christianity, Regnery Publishing (ISBN 1-59698-517-8)
- 2008: Foreword, Conspiracies and the Cross by Timothy Paul Jones, Frontline Books (ISBN 1-59979-205-2)

### Artykuły
- Moon's Planet: The Politics and Theology of the Unification Church
- Ten Great Things About America
- How Ronald Reagan Won The Cold War
- Technology And Moral Progress
- We the Slaveowners: In Jefferson's America, Were Some Men Not Created Equal?
- The Self Esteem Hoax
- Two Cheers For Colonialism
- Reagan Versus The Intellectuals
- The Crimes of Christopher Columbus
- 10 things to celebrate: Why I'm an anti-anti-American
- God Knows Why Faith is Thriving